# Olmsted County
Olmsted County er et county i den amerikanske delstat Minnesota beliggende i den sydøstlige del af delstaten og med grænser til Wabasha County i nord, Winona County i øst, Fillmore County i syd, Mower County i sydvest, Dodge County i vest og mod Goodhue County i nordvest.
Olmsted Countys totale areal er 1.695 km² hvoraf 4 km² er vand. I 2000 havde Olmsted County 124.277 indbyggere. Administrativt centrum er i byen Rochester, som også er største by i Olmsted County.
County'et blev grundlagt i 1855 og er opkaldt efter David Olmsted.
44°00′N 92°24′V / 44°N 92.4°V